# Henry Peacham
Pour les articles homonymes, voir Peacham.

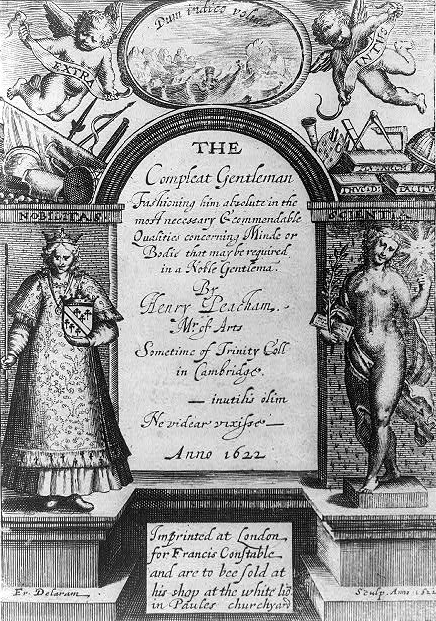
The Complete Gentleman de Henry Peacham (1622). Gravure de Francis Delaram.

Sous le nom de Henry Peacham, les historiens de la musique désignent deux écrivains anglais de la Renaissance, le premier étant le père du second.

## Biographie
Henry Peacham senior (1546-1634) est un conservateur anglais, connu pour son traité de rhétorique intitulé The Garden of Eloquence, publié en 1577. Il vécut à Leverton, dans le Lincolnshire.
Henry Peacham junior (1578 - c. 1644) est un écrivain et poète principalement connu pour son traité, The Compleat Gentleman, publié en 1634. L'ouvrage se présente comme un guide pour développer les qualités de tout gentilhomme bien né. Peacham y mentionne tous les écrivains, les poètes, les compositeurs, les philosophes et les artistes que tout gentleman doit connaître pour être considéré dans le monde. Le grand nombre d'artistes contemporains cités dans l'ouvrage en fait une source de première importance pour les études consacrées à la Renaissance.

### Sur Henry Peachamsenior
- Shawn Smith, "Henry Peacham the Elder," The Dictionary of Literary Biography, Volume 236: British Rhetoricians and Logicians, 1500–1660, First Series, Detroit: Gale, 2001, pp. 188–201.
- Willard R. Espy, The Garden of Eloquence: A Rhetorical Bestiary, New York: Dutton, 1983
- Alan R. Young, "Henry Peacham, Author of The Garden of Eloquence (1577): A Biographical Note," Notes and Queries, vol. 24, 1977, pp. 503–507

### Sur Henry Peachamjunior
- Edward Chaney, The Evolution of English Collecting (New Haven and London, Yale University Press, 2003)
- John Horden, "Peacham, Henry (b. 1578, d. in or after 1644)," Oxford Dictionary of National Biography, Oxford: Oxford University Press, 2004
- Alan R. Young, Henry Peacham, Boston: Twayne, 1979.

## Publications
- (en) Henry Peacham, The Garden of Eloquence, Gainesville, Fla., Softcover: Scholars' Facsimiles & Reprints, 1954 (1re éd. 1593), 280 p. (lire en ligne)
- (en) Henry Peacham, The worth of a penny: or, A caution to keep money, London, S. Griffin, for William Lee, 1664, 1664, 40 p. (lire en ligne)

## Source
- (en) Cet article est partiellement ou en totalité issu de l’article de Wikipédia en anglais intitulé « Henry Peacham » (voir la liste des auteurs).